# OEting
OEting är en kommun i departementet Moselle i regionen Grand Est (tidigare regionen Lorraine) i nordöstra Frankrike. Kommunen ligger i kantonen Behren-lès-Forbach som tillhör arrondissementet Forbach. År 2022 hade OEting 2 636 invånare.

## Befolkningsutveckling
Antalet invånare i kommunen OEting
| Referens: INSEE |